# Jack Ryan
John Patrick "Jack" Ryan, Sr. é um personagem fictício criado pelo escritor Tom Clancy. Em uma série de livros, Ryan começou como agente da CIA e por fim se tornou Presidente dos Estados Unidos.  Clancy continuou a série com livros protagonizados por um parceiro de Ryan na CIA, o agente John Clarke, e pelo filho de Ryan, Jack Ryan Jr.
Cinco dos livros de Ryan foram adaptados para o cinema, com o agente interpretado por Alec Baldwin, Harrison Ford, Ben Affleck e Chris Pine. Atualmente transformado numa série da Prime Video: Tom Clancy's: Jack Ryan, com John Krasinski interpretando o personagem. 

## Biografia
O personagem nasce em 1950 em Baltimore onde continua vivendo até a vida adulta. Ele entra para a marinha, mas se aposenta medicamente após um acidente de helicóptero e a partir daí trabalha como corretor de investimentos. Ele conhece e se casa com Caroline "Cathy" Mueller, uma estudante de medicina e, posteriormente cirurgiã oftamológica, com quem tem quatro filhos. Ele volta para a marinha aceitando uma cargo na Academia Naval dos Estados Unidos e durante uma viagem de investigação histórica a Londres, ele interrompe uma tentativa de assassinato a um membro da Família Real. Depois de seu regresso aos Estados Unidos ele aceita um emprego na CIA. Ele se destaca rapidamente através de uma série de operações secretas contra a URSS, tornando-se diretor-adjunto da CIA. Como diretor-adjunto ele começa a travar disputas políticas que finalmente o levam a se tornar Presidente dos Estados Unidos. 

## Aparições

### Livros
Os livros com a apariação de Jack Ryan fazem parte do chamado Universo Jack Ryan, são eles:
- The Hunt for Red October (1984) – A Caçada ao Outubro Vermelho
- Patriot Games (1987) – Jogos Patrióticos
- Cardinal of the Kremlin (1988) – O Cardeal do Kremlin
- Clear and Present Danger (1989) – Perigo Real e Imediato
- The Sum of All Fears (1991) – A Soma de Todos os Medos
- Without Remorse (1993) - Sem Remorso
- Debt of Honor (1994) – Dívida de Honra
- Executive Orders (1996) - Ordens do Executivo
- Rainbow Six (1998) – Rainbow 6
- The Bear and the Dragon (2000) – O Urso e o Dragão
- Red Rabbit (2002) – Coelho Vermelho
- The Teeth of the Tiger (2003) – Os Dentes do Tigre
- Dead or Alive (2010) (com Grant Blackwood) - Morto ou Vivo
- Locked On (2011) (com Mark Greaney)
- Threat Vector (2012) (com Mark Greaney)
- Command Authority (2013) (com Mark Greaney)

### Filmes
- The Hunt for Red October (1990), interpretado por Alec Baldwin
- Patriot Games (1992), interpretado por Harrison Ford
- Clear and Present Danger (1994), interpretado por Harrison Ford
- The Sum of All Fears (2002), interpretado por Ben Affleck
- Operação Sombra: Jack Ryan (2014), interpretado por Chris Pine.

### Televisão
- Tom Clancy's: Jack Ryan (2018), interpretado por John Krasinski